# Dehesas Viejas
Dehesas Viejas è un comune spagnolo di 783 abitanti situato nella comunità autonoma dell'Andalusia. Si costituì come comune autonomo il 23 ottobre 2014 distaccandosi da quello di Iznalloz.

## Storia
Dopo la Reconquista del Regno di Granada, la maggior parte del territorio di Dehesas Viejas -insieme a Campotéjar e altri villaggi- era di proprietà di don Alonso de Granada Venegas; nel 1627 fu costituito il Marchesato di Campotéjar e nel 1643 fu concesso il titolo di marchese a don Pedro de Granada Venegas.
Dehesas Viejas fu un comune autonomo finché, nel 1972, venne incorporato a Iznalloz. Il villaggio divenne "entità locale autonoma" nel marzo del 2003 e tornò infine ad essere un comune indipendente nel 2014.

## Infrastrutture e trasporti
Dehesas Viejas è collegata alla superstrade A-44 e a diverse altre strade provinciali e regionali.